# Ludwig Berger (kompozytor)
Ludwig Berger (ur. 18 kwietnia 1777 w Berlinie, zm. 16 lutego 1839 tamże) – niemiecki kompozytor i pianista.

## Życiorys
W młodości uczył się gry na flecie i fortepianie, kompozycji uczył się w Berlinie u Josepha Augustina Gürrlicha. W 1804 roku podjął studia u Muzio Clementiego, po czym wyjechał wraz z nim i z Augustem Alexandrem Klenglem do Petersburga. Po inwazji Napoleona na Rosję w 1812 roku przedostał się przez Finlandię i Szwecję do Londynu. W 1815 roku osiadł w Berlinie. Początkowo działał jako pianista, jednak na skutek choroby ręki musiał przerwać występy i poświęcił się pracy pedagogicznej. Do grona jego uczniów należeli Felix Mendelssohn-Bartholdy, Adolf von Henselt, Ludwig Rellstab i Wilhelm Taubert. W 1819 roku wspólnie z Ludwigiem Rellstabem i Gustavem Reichardtem założył towarzystwo śpiewacze Berliner Liedertafel.
Zasłynął przede wszystkim jako autor licznych pieśni w stylu romantycznym, ponadto skomponował m.in. Koncert fortepianowy i 7 sonat fortepianowych.